# Blastothrix ozukiensis
Blastothrix ozukiensis är en stekelart som beskrevs av Ishii 1928. Blastothrix ozukiensis ingår i släktet Blastothrix och familjen sköldlussteklar.
Artens utbredningsområde är Afghanistan. Inga underarter finns listade.